# Cifuentes
Cifuentes è un comune spagnolo di 1 625 abitanti (2022) situato nella comunità autonoma di Castiglia-La Mancia.
Il comune comprende, oltre al capoluogo omonimo, i seguenti nuclei abitati:
- Carrascosa de Tajo
- Gárgoles de Abajo
- Gárgoles de Arriba
- Gualda
- Huetos
- Moranchel
- Oter
- Ruguilla
- Sotoca de Tajo
- Val de San García